# Erannis unicolor
Erannis unicolor är en fjärilsart som beskrevs av Karl Schawerda 1940. Erannis unicolor ingår i släktet Erannis och familjen mätare. Inga underarter finns listade i Catalogue of Life.